# ピアノソナタ第3番 (モーツァルト)
ピアノソナタ第3番 変ロ長調 K. 281 (189f) は、ヴォルフガング・アマデウス・モーツァルトが作曲した最初期のピアノソナタの1つ。「デュルニッツ・ソナタ」の3曲目にあたる。

## 概要
第1番ハ長調 K. 279(189d)から第6番ニ長調 K. 284(205b)までは「デュルニッツ・ソナタ」と呼ばれているが、この第3番も同じく1775年に作曲され、作曲の動機も全て同じである。ハイドンのピアノソナタに似た雰囲気を感じさせる作品であるが、そのハイドンの影の濃いスタイルの中でも、モーツァルトの独自性が前面に押し出されている。第1楽章と第2楽章はソナタ形式で書かれているが、終楽章ではソナタ形式を用いずに初めてロンド形式を採用している。

## 構成
全3楽章の構成である。
- 第1楽章 アレグロ
変ロ長調、4分の2拍子、ソナタ形式。
お使いのブラウザーでは、音声再生がサポートされていません。音声ファイルをダウンロードをお試しください。
- 第2楽章 アンダンテ・アモローソ
変ホ長調、8分の3拍子、ソナタ形式。
お使いのブラウザーでは、音声再生がサポートされていません。音声ファイルをダウンロードをお試しください。
- 第3楽章 ロンド：アレグロ
変ロ長調、2分の2拍子、ロンド形式。
お使いのブラウザーでは、音声再生がサポートされていません。音声ファイルをダウンロードをお試しください。